# Лінія візування
У керованій зброї, лінія візування це пряма лінія лінія між ракетою та ціллю. При зіткненні дистанція буде рівна нулю. Див. Контроль наведення#Керування на лінії прицілювання (CLOS).
Ракета з наведенням навздогін керується таким чином, що вектор швидкості ракети завжди вказує на ціль, тобто має напрямок лінії візування.